# Gentiana prattii
Gentiana prattii är en gentianaväxtart som beskrevs av Kusnezow. Gentiana prattii ingår i släktet gentianor, och familjen gentianaväxter. Inga underarter finns listade i Catalogue of Life.